# Thoristella chathamensis dunedinensis
Thoristella chathamensis dunedinensis es una subespecie de molusco gasterópodo de la familia Trochidae. 

## Distribución geográfica
Se encuentra en Nueva Zelanda